# Vlekkapspecht
De vlekkapspecht (Veniliornis frontalis) is een vogel uit de familie Picidae (spechten).

## Verspreiding en leefgebied
Deze soort komt voor van Bolivia tot noordwestelijk Argentinië.

## Status
De grootte van de populatie is niet gekwantificeerd maar de soort wordt omschreven als algemeen. Op de Rode lijst van de IUCN heeft deze soort de status niet bedreigd.